# Canción de cuna (film 1994)
Canción de cuna è un film del 1994 diretto da José Luis Garci.

## Trama
Una neonata viene abbandonata sul portone di un convento di monache domenicane che dopo averla battezzata con il nome di Teresa decidono di allevarla e convincono il dottore del paese a diventare suo padre adottivo.
Divenuta adulta la ragazza conosce il giovane Pablo che dopo averla sposata la porta con sé in America in cerca di una vita migliore.